# 歌う!SHOW学校
『歌う!SHOW学校』（うたうショーがっこう）は、NHK総合テレビジョンとNHKラジオ第1放送にて放送されていた公開音楽バラエティ番組である。

## 概要
同番組は、2015年10月12日にNHK放送センターのスタジオで公開収録の上放送された単発の特別番組『五木先生の歌う!SHOW学校』が基である。
メインパーソナリティ五木ひろしを先生役に、歌手・演奏家などの音楽家やお笑いタレントを生徒役とする学校の授業形式で音楽の歴史や魅力などを紐解く。毎回NHKホール、みんなの広場ふれあいホールなど全国各地のNHK公開スタジオや音楽ホール・体育館・公民館などで収録したものを放送する。
同時に同名のラジオ番組を、NHKラジオ第1放送で原則として毎月最終水曜日20:05頃 - 21:30に放送する。テレビ版では放送時間の都合で割愛になってしまう授業風景のほか、ゲストの音楽家による歌や演奏などのミニコンサートも交えて紹介するディレクターズカット版として放送する。このように同じ1本の番組をテレビとラジオに分けて同時収録するのは『ごきげん歌謡笑劇団』（ラジオ版は『ごきげん歌に乾杯!』に改題）とほぼ同様であるが編成の都合上、ラジオ版が先行して放送される場合もある。
レギュラー放送開始に先立ち、2016年3月29日19:30 - 20:43（火曜日）に「すべて見せます爆笑編」と題したスペシャルを放送した。
演歌、歌謡曲、Jポップスなどを五木ひろしのワンポイントレッスンもあり、カラオケの勉強になる。
2018年3月をもってレギュラー放送は終了したが同年中に復活特番を放送することが決定した。
2018年11月から歌謡ポップスチャンネルにて再放送開始。

## 放送時間
- 総合テレビ：随時土曜日18:05 - 18:45または随時火曜日19:30 - 20:15（まれに20:43まで拡大する場合あり）
  - 主に『土曜時代劇』→『土曜時代ドラマ』の作品の入れ替わり時期と『うたコン』休止日を中心に放送。
- ラジオ第一：毎月最終水曜20:05 - 21:30[5]
  - ディレクターズカット版&ミニコンサートの模様を放送。

## 放送日・出演者
| 放送回 | 放送日                                   | 放送日         | 会場                                      | 学級委員 （進行役） | 転校生 （ゲスト）                           | クラスメート （その他出演者）                                                                                     | 主催局   |
| 放送回 | 総合テレビ                               | ラジオ第1      | 会場                                      | 学級委員 （進行役） | 転校生 （ゲスト）                           | クラスメート （その他出演者）                                                                                     | 主催局   |
| ------ | ---------------------------------------- | -------------- | ----------------------------------------- | ------------------- | ------------------------------------------- | --- | -------- |
| 0      | 2015年10月12日 2016年3月29日（再編集版） | 放送なし       | 東京都渋谷区 NHK放送センター              | 山内恵介            | 今市隆二（三代目 J Soul Brothers） 小池徹平 | 椎名佐千子、竹島宏、三山ひろし、瀬口侑希、市川由紀乃 綾部祐二（ピース）、ますだおかだ、ハリセンボン、みつ美と理恵 | 東京     |
| 1      | 2016年4月9日                             | 2016年4月27日  | 埼玉県羽生市 パープル羽生                 | 山内恵介            | クリス・ハート                              | 竹島宏、市川由紀乃、丘みどり 水谷千恵子、井上裕介（NON STYLE）、ロッチ                                            | さいたま |
| 2      | 2016年4月30日                            | 2016年5月25日  | 広島県呉市 呉市文化ホール                 | 山内恵介            | 指原莉乃（HKT48）                           | 三山ひろし、杜このみ、工藤あやの やしろ優、川島明（麒麟）、ロッチ                                                 | 広島     |
| 3      | 2016年7月30日                            | 2016年6月29日  | 神奈川県伊勢原市 伊勢原市民文化会館       | 山内恵介            | 鬼龍院翔（ゴールデンボンバー）              | 福田こうへい、椎名佐千子、さくらまや 益子卓郎（U字工事）、江上敬子（ニッチェ）、アンガールズ                      | 横浜     |
| 4      | 2016年8月6日                             | 2016年7月27日  | 北海道中標津町 中標津町総合文化会館       | 山内恵介            | 平原綾香                                    | 川上大輔、川野夏美、西田あい やしろ優、とにかく明るい安村、テツandトモ                                            | 釧路     |
| 5      | 2016年10月9日                            | 2016年8月31日  | 兵庫県尼崎市 あましんアルカイックホール   | 市川由紀乃          | 西川貴教（T.M.Revolution） May J.           | はやぶさ、丘みどり、大江裕 狩野英孝、バービー（フォーリンラブ）、ブラックマヨネーズ                               | 神戸     |
| 6      | 2016年9月17日                            | 2016年9月28日  | 茨城県龍ケ崎市 龍ケ崎市文化会館           | 山内恵介            | 鈴木奈々                                    | 福田こうへい、椎名佐千子、森山愛子 肥後克広・上島竜兵（ダチョウ倶楽部）、アンガールズ                             | 水戸     |
| 7      | 2016年12月24日                           | 2016年10月19日 | 鹿児島県出水市 出水市文化会館             | 三山ひろし          | クリス・ハート                              | 市川由紀乃、瀬口侑希、城南海 益子卓郎（U字工事）、椿鬼奴、TKO                                                     | 鹿児島   |
| 8      | 2016年12月20日                           | 2016年11月30日 | 山梨県甲州市 甲州市民文化会館             | 山内恵介            | 郷ひろみ 水樹奈々                           | 福田こうへい、川野夏美、丘みどり 水谷千恵子、白鳥久美子（たんぽぽ）、FUJIWARA                                     | 甲府     |
| 9      | 2017年3月4日                             | 2016年12月21日 | 福井県坂井市 ハートピア春江               | 山内恵介            | 高橋愛                                      | 市川由紀乃、竹島宏、工藤あやの 秋山竜次（ロバート）、板倉俊之（インパルス）、じゅんいちダビッドソン、キンタロー。 | 福井     |
| 10     | 2017年3月11日                            | 2017年1月25日  | 千葉県成田市 成田国際文化会館             | 山内恵介            | 紫吹淳                                      | 三山ひろし、椎名佐千子、杜このみ 秋山竜次（ロバート）、あばれる君、ニッチェ                                       | 千葉     |
| 11     | 2017年3月18日                            | 2017年2月22日  | 青森県三沢市 三沢市公会堂                 | 山内恵介            | はるな愛                                    | 市川由紀乃、大江裕、丘みどり バービー（フォーリンラブ）、エハラマサヒロ、パックンマックン                         | 青森     |
| 12     | 2017年3月25日                            | 2017年3月29日  | 香川県多度津町 サクラートたどつ           | 山内恵介            | 松本明子 西川きよし                         | 福田こうへい、椎名佐千子、森山愛子 肥後克広・上島竜平（ダチョウ倶楽部）、とにかく明るい安村                       | 高松     |
| 13     | 2017年4月1日                             | 2017年4月26日  | 神奈川県厚木市 厚木市文化会館             | 丘みどり            | 猫ひろし                                    | 伍代夏子、徳永ゆうき、竹島宏 水谷千恵子、トレンディエンジェル                                                     | 横浜     |
| 14     | 2017年4月22日                            | 2017年5月31日  | 埼玉県東松山市 東松山市民文化センター     | 山内恵介            | 橋本マナミ                                  | 瀬川瑛子、福田こうへい、市川由紀乃 スピードワゴン、アントニー（マテンロウ）                                       | さいたま |
| 15     | 2017年5月6日                             | 2017年6月28日  | 栃木県那須塩原市 黒磯文化会館             | 三山ひろし          | コロッケ                                    | 由紀さおり、岩佐美咲、北山たけし、 田中卓志（アンガールズ）、益子卓郎（U字工事）、平野ノラ                        | 宇都宮   |
| 16     | 2017年8月22日                            | 2017年7月26日  | 北海道千歳市 北ガス文化ホール             | 福田こうへい        | 武田鉄矢                                    | 島津亜矢、氷川きよし、椎名佐千子、丘みどり よゐこ、あばれる君、いとうあさこ                                       | 札幌     |
| 17     | 2017年12月23日                           | 2017年8月30日  | 岩手県洋野町 洋野町民文化会館             | 市川由紀乃          | さかなクン                                  | 中村美津子、竹島宏、川上大輔 FUJIWARA、江上敬子（ニッチェ）                                                       | 盛岡     |
| 18     | 2018年1月20日                            | 2017年9月27日  | 福岡県北九州市八幡西区 黒崎ひびしんホール | 山内恵介            | 八代亜紀 武井壮                             | 丘みどり、三丘翔太 川島明（麒麟）、ロッチ                                                                         | 北九州   |
| 19     | 2018年1月13日                            | 2017年10月25日 | 長野県上田市 上田市交流文化芸術センター   | 市川由紀乃          | クリス・ハート 野口五郎                     | 坂本冬美、山内恵介 とにかく明るい安村、永野、石塚英彦（ホンジャマカ）                                             | 長野     |
| 20     | 2018年2月3日                             | 2017年11月29日 | 鳥取県米子市 米子市公会堂                 | 山内恵介            | 井森美幸 つるの剛士                         | はやぶさ、瀬口侑希、島津亜矢 肥後克広・上島竜平（ダチョウ倶楽部）                                                 | 鳥取     |
| 21     | 2018年1月9日                             | 2017年12月27日 | 千葉県君津市 君津市民文化ホール           | 三山ひろし          | 天童よしみ                                  | 北山たけし、川野夏美、丘みどり ニッチェ、中川家                                                                   | 千葉     |
| 22     | 2018年3月3日                             | 2018年1月31日  | 茨城県常陸大宮市 常陸大宮市文化センター   | 市川由紀乃          | 布施明                                      | 川上大輔、杜このみ、徳永ゆうき TKO、やしろ優                                                                      | 水戸     |
| 23     | 2018年3月24日                            | 2018年2月28日  | 京都府八幡市 八幡市文化センター           | 福田こうへい        | 鈴木奈々 春風亭昇太                         | 山内恵介、椎名佐千子、水森かおり 田中卓志（アンガールズ）、サンシャイン池崎                                       | 京都     |
| 24     | 2018年3月31日                            | 2018年3月28日  | 岐阜県羽島市 不二羽島文化センター         | 山内恵介            | オリエンタルラジオ                          | 市川由紀乃、三山ひろし、丘みどり 永野、江上敬子（ニッチェ）                                                       | 岐阜     |
| 25     | 2018年8月21日                            | 放送なし       | 東京都渋谷区 NHK放送センター              | 山内恵介            | 田原俊彦                                    | 福田こうへい、丘みどり、島津亜矢 平野ノラ、キャイ〜ン、立川志らく                                                 | 東京     |